# Jim Carrey
James Eugene (Jim) Carrey (Newmarket (Canada), 17 januari 1962) is een Canadees-Amerikaans acteur. Hij staat bekend om zijn gelaatsuitdrukkingen, beschreven als 'van elastiek'. Hij won meer dan veertig filmprijzen, waaronder Golden Globes voor zowel The Truman Show als Man on the Moon. In april 2022 overwoog hij met pensioen te gaan. In 2024 maakt hij zijn comeback in Sonic the Hedgehog 3.

## Biografie
Carrey is de jongste van vier kinderen van Percy en Kathleen Carrey. Hij trad als kind al op voor iedereen die wilde kijken. Op tienjarige leeftijd stuurde hij zijn curriculum vitae naar de Carol Burnett-show en op de middelbare school mocht hij elke dag aan het eind van de lessen tien minuten optreden, op voorwaarde dat hij de rest van de dag zijn gemak hield. Zijn familie leidde geen welvarend bestaan. Om bij te dragen werkte Carrey als tiener na schooltijd in de Titan Wheels-fabriek in Scarborough. Daarna woonde de familie enige tijd in een Volkswagen camper.
Toen Carrey zestien was, stopte hij met school en probeerde hij aan de slag te komen in clubs. In 1979 ging hij naar Hollywood en werd daar ontdekt door Rodney Dangerfield. Deze bood hem een contract aan als openingsact in zijn show.
Vanaf 1985 was hij in films te zien. Hij speelde zijn eerste hoofdrol in Once Bitten. Begin jaren 90 was Carrey een van de hoofdpersonen in de comedyserie In Living Color, samen met onder anderen broers Damon Wayans en Keenen Ivory Wayans.
In 1994 brak Carrey door in de filmwereld met zijn hoofdrol in Ace Ventura: Pet Detective. Met de daaropvolgende films The Mask en Dumb and Dumber werd zijn naam gevestigd als komisch acteur. Carrey speelt niettemin ook serieuzere rollen. In 1998 oogstte hij lof als Truman Burbank in The Truman Show en een jaar later had hij succes als de onbegrepen komiek Andy Kaufman in de biopic Man on the Moon. Voor beide films werd hij voor zijn rol beloond met een Golden Globe. In 2001 speelde Carrey een man met geheugenverlies in The Majestic en in 2004 speelde hij samen met Kate Winslet in Eternal Sunshine of the Spotless Mind.
In oktober 2004 nam hij de Amerikaanse nationaliteit aan. Sindsdien heeft hij twee nationaliteiten.

## Filmografie

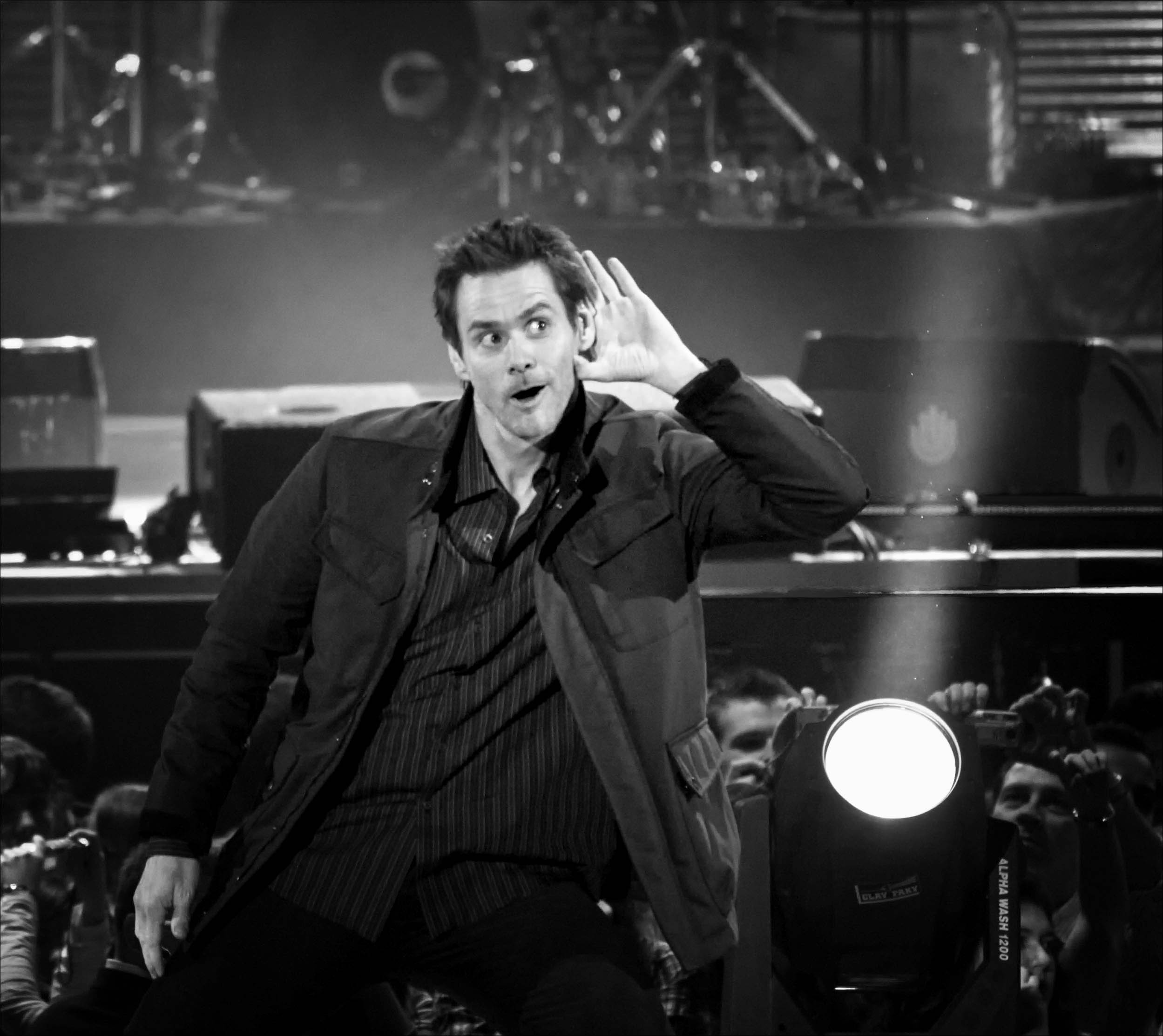
Jim Carrey in Madrid in 2008

- The All-Night Show televisieserie - verschillende stemmen (1980-1981)
- Copper Mountain (1983) - Bobby Todd
- Introducing...Janet (1983) - Toni Moroni
- The Sex and Violence Family Hour (Video, 1983) - verschillende rollen
- All in Good Taste (1983) - Ralph
- Buffalo Bill televisieserie - Jerry Lewis-impersonator (afl., Jerry Lewis Week, 1984, niet op aftiteling)
- The Duck Factory televisieserie - Skip Tarkenton (1984)
- Finders Keepers (1984) - Lane Bidlekoff
- Once Bitten (1985) - Mark Kendall
- Peggy Sue Got Married (1986) - Walter Getz
- The Dead Pool (1988) - Johnny Squares
- Earth Girls Are Easy (1988) - Wiploc
- Mike Hammer: Murder Takes All (televisiefilm, 1989) - Brad Peters
- Pink Cadillac (1989) - comediant
- High Strung (1991) - De Dood (niet op aftiteling)
- The Itsy Bitsy Spider (1992) - The Exterminator (stem)
- Doing Time on Maple Drive (televisiefilm, 1992) - Tim Carter
- Ace Ventura: Pet Detective (1994) - Ace Ventura
- In Living Color televisieserie - verschillende rollen (1990-1994)
- The Mask (1994) - Stanley Ipkiss
- Dumb and Dumber (1994) - Lloyd Christmas
- Batman Forever (1995) - Riddler/Dr. Edward Nygma
- Ace Ventura: When Nature Calls (1995) - Ace Ventura
- The Cable Guy (1996) - kabelmonteur
- Liar Liar (1997) - Fletcher Reede
- The Truman Show (1998) - Truman Burbank
- Simon Birch (1998) - volwassen Joe Wenteworth
- Man on the Moon (1999) - Andy Kaufman/Tony Clifton
- Me, Myself & Irene (2000) - officier Charlie Baileygates/Hank Evans
- The Grinch (2000) - Grinch
- The Majestic (2001) - Peter Appleton
- Pecan Pie (2003) - de chauffeur
- Bruce Almighty (2003) - Bruce Nolan
- Eternal Sunshine of the Spotless Mind (2004) - Joel Barish
- Lemony Snicket's A Series of Unfortunate Events (2004) - graaf Olaf
- Fun with Dick and Jane (2005) - Dick Harper
- The Number 23 (2007) - Walter Sparrow/Fingerling
- Horton Hears a Who! (2008) - Horton (stem)
- Yes Man (2008) - Carl Allen
- A Christmas Carol (2009) - Ebenezer Scrooge, geesten
- I Love you Phillip Morris (2010) - Steven Russell
- Mr. Popper's Penguins (2011) - Thomas "Thom" Popper Jr.
- The Incredible Burt Wonderstone (2013) - Steve Gray
- Kick-Ass 2 (2013) - kolonel Stars and Stripes
- Dumb and Dumber To (2014) - Lloyd
- The Bad Batch (2016) - de kluizenaar
- Dark Crimes (2016) - Tadek
- Kidding televisieserie - Jeff, Mr. Pickles (2018-heden)
- Sonic the Hedgehog (2020) - Dr. Ivo Robotnik
- Sonic the Hedgehog 2 (2022) - Dr. Ivo Robotnik
- Sonic the Hedgehog 3 (2024) - Dr. Ivo Robotnik en Gerald Robotnik

## Trivia
- Carrey heeft van alle bekendheden de meeste MTV Awards gewonnen (tot en met 2009 negen, waarvan de laatste in 2009 voor zijn rol in Yes Man).
- Aan het begin van zijn carrière schreef Carrey zichzelf een cheque uit voor 10 miljoen dollar. Met het draaien van The Mask verdiende hij het bedrag dat hij jaren eerder op deze cheque schreef. De cheque liet hij achter in de grafkist van zijn vader die zijn grootste inspiratiebron was geweest.
- Carrey was een van de gegadigden om de rol van Willy Wonka te spelen in Charlie and the Chocolate Factory, maar moest dat uiteindelijk overlaten aan Johnny Depp.
- Carrey is in het bezit van de originele bongo's van Andy Kaufman.
- In 2014 kreeg Carrey een eredoctoraat van de Maharishi University of Management (Fairfield, Iowa).